# VRM (entreprise des médias)
Pour les articles homonymes, voir VRM.

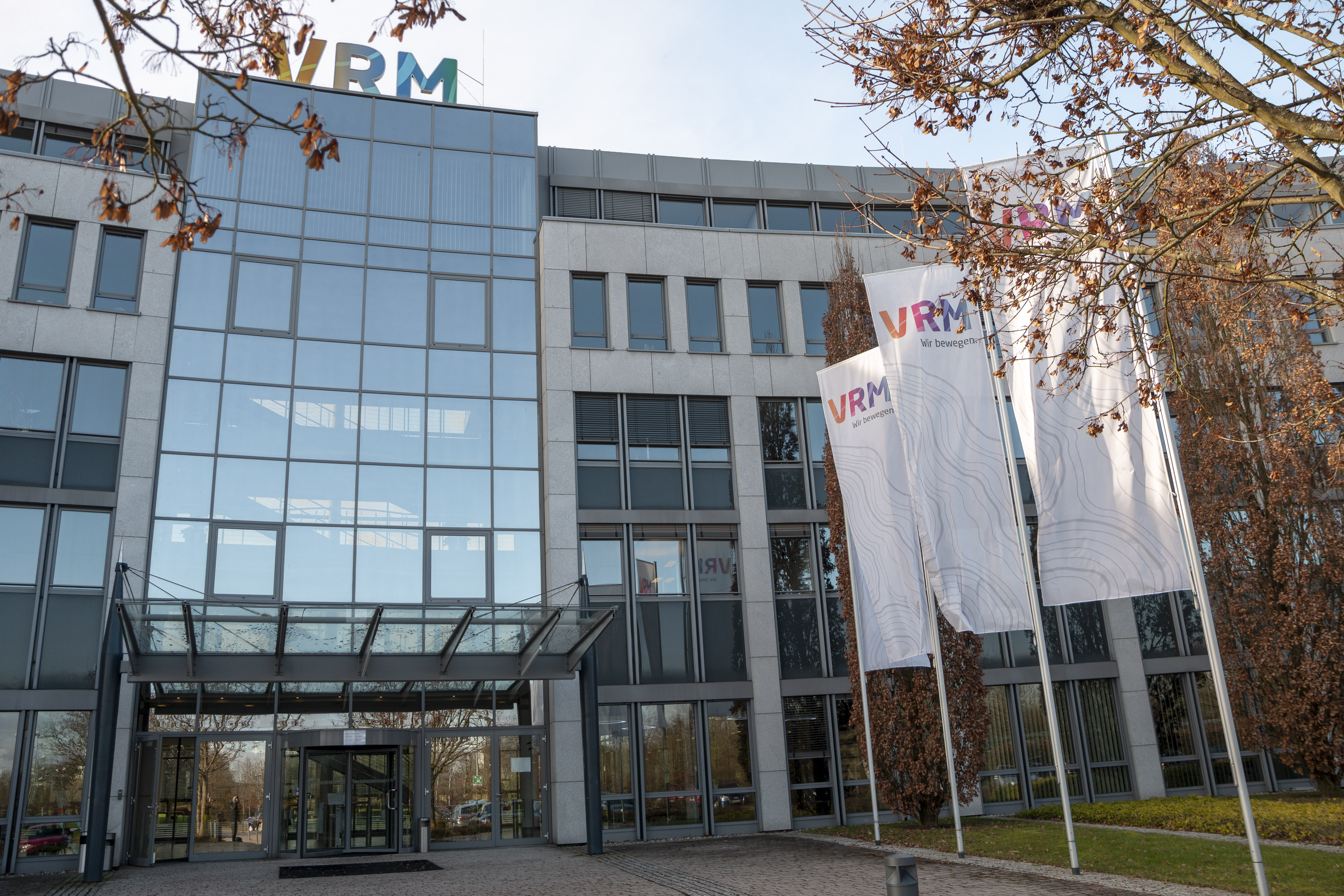
Siège social du VRM à Mayence

VRM (anciennement Verlagsgruppe Rhein Main) est une entreprise de médias régionale pour la région Rhin-Main ouest et sud, basée à Mayence. Selon ses propres informations, le VRM atteint environ un million de lecteurs dans la Hesse rhénane, dans le sud et dans le centre de la Hesse avec ses quotidiens régionaux et emploie au total plus de 1 400 personnes sur 27 lieux.

## Histoire
En 2003, la majorité du groupe Gießener-Anzeiger a été rachetée et entièrement reprise en 2014. En 2011, l'imprimerie Rhein-Main à Rüsselsheim (renommée VRM Druck en 2017), un projet commun avec Medienhaus Südhessen, a été mise en service.
À l'été 2015, VRM a repris toutes les parts de la famille d'édition Bach dans Echo Medien GmbH à Darmstadt, qui publie le Darmstädter Echo. Sur les six éditions locales, le Rüsselsheimer Echo a dû être remis à la Frankfurter Neue Presse du groupe Frankfurter Societätsverlag en raison de l'approbation des autorités antitrust. Le groupe Echo comprend également la division logistique Südhessische Logistik-Service GmbH & Co. KG et le journal publicitaire Südhessen Woche (SüWo).
Le groupe nouvellement créé est l'un des dix plus grands groupes d'édition en Allemagne, avec, selon ses propres informations, un million de lecteurs.
En mai 2017, le groupe d'édition Rhein Main a changé son nom pour devenir VRM GmbH & Co. KG. Il est depuis apparu avec un nouveau logo et un nouveau design d'entreprise.
La filiale de VRM Gießener Anzeiger Verlags GmbH & Co KG a fusionné avec Wetzlardruck GmbH en 2018 pour former l'éditeur de quotidiens ayant le chiffre d'affaires et le tirage le plus élevé de la Hesse centrale.

## Les quotidiens VRM en un coup d'œil

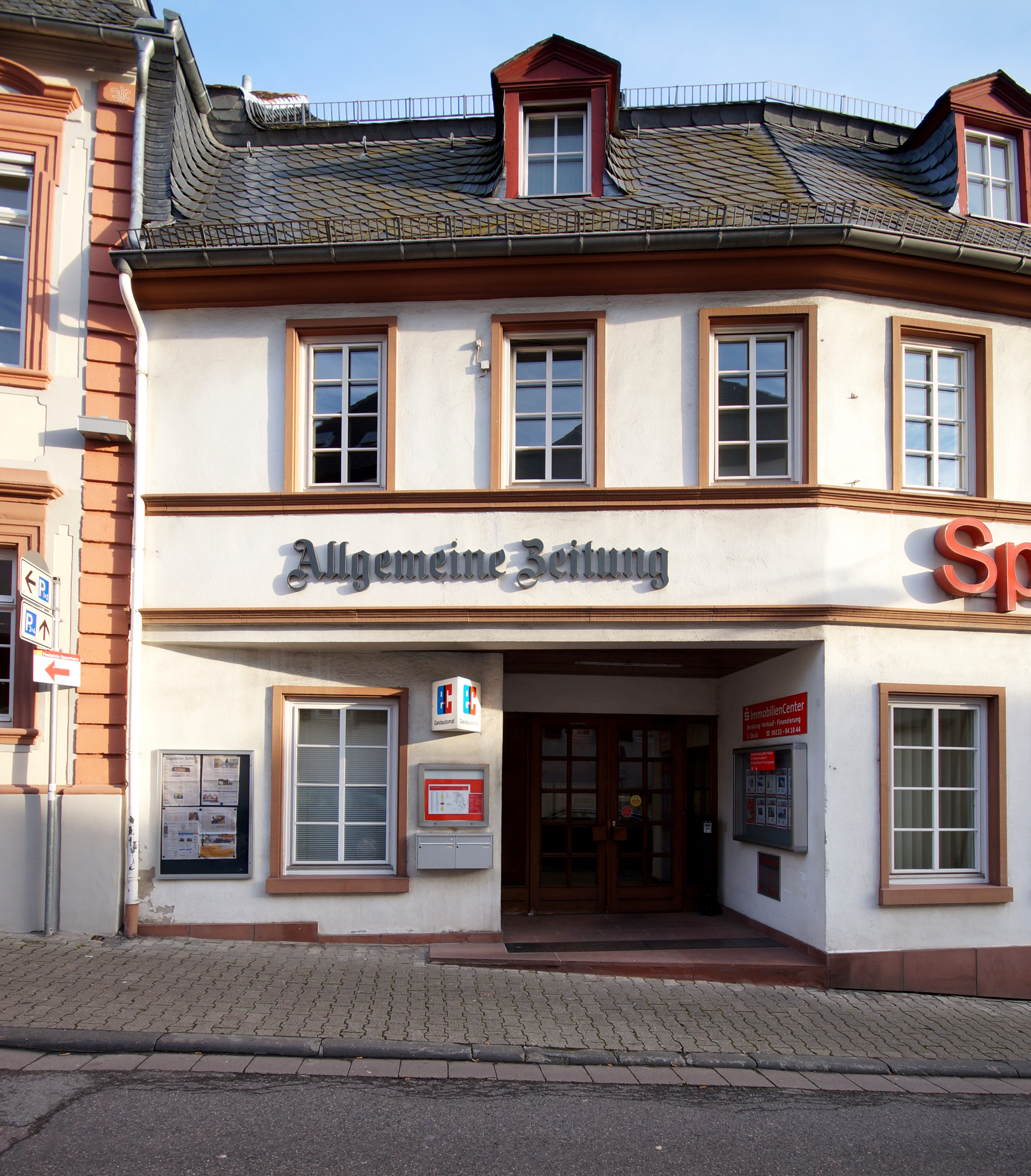
Bâtiment principal de la rédaction locale Landskrone de lAllgemeine Zeitung à Oppenheim

Chaque mardi, le Fernsehzeitschrift rtv est inclus dans les quotidiens et le samedi, le supplément du Wochendbeilage (en français : « supplément week-end ») avec le supplément supplémentaire ReiseJournal (en français : « journal de voyage ») est inclus dans toutes les éditions.

### Dont en Rhénanie-Palatinat
- Allgemeine Zeitung (Mayence)
  - Alzey
  - Bad Kreuznach
  - Bingen/Ingelheim
- Wormser Zeitung (Worms)

### Dont en Hesse
- Bürstädter Zeitung (Bürstadt)
- Darmstädter Echo (Darmstadt), (Odenwald), (Starkenburg), (Groß-Gerau),
- Lampertheimer Zeitung (Lampertheim)
- Main-Spitze
- Wiesbadener Kurier
  - Wiesbadener Kurier (Rheingau)
  - Wiesbadener Kurier (Untertaunus)
- Idsteiner Zeitung (Idstein)
- Lauterbacher Anzeiger (Lauterbach)
- Oberhessische Zeitung (Alsfeld)

## Groupe de journaux de Hesse centrale

### Participation à Wetzlardruck GmbH
La filiale de VRM Gießener Anzeiger Verlags GmbH & Co KG a fusionné avec Wetzlardruck GmbH en 2018 pour former l'éditeur de quotidiens ayant le chiffre d'affaires et le tirage le plus élevé de la Hesse centrale. L'Office fédéral de lutte contre les cartels a approuvé la transaction le 8 mai 2018. VRM Holding GmbH & Co. KG de Mayence détient une participation indirecte majoritaire dans la nouvelle société, le Mediengruppe Mittelhessen.
Cela comprend également
- Wetzlarer Neue Zeitung (Wetzlar)
- Hinterländer Anzeiger (Arrondissement de Marbourg-Biedenkopf)
- Weilburger Tageblatt (Weilbourg)
- Dill-Zeitung (Dillenburg)
- Herborner Tageblatt (Herborn)

## Services en ligne
Les services en ligne des quotidiens touchent en moyenne chaque mois environ 1,5 million de contacts.

## Fiches publicitaires VRM (extrait)
Les papiers publicitaires apparaissent également dans le VRM et sont livrés gratuitement à tous les foyers .
- Alzeyer Wochenblatt[9]
- Binger Wochenblatt
- Mainzer Wochenblatt
- Rheingauer Wochenblatt, Geisenheim
- Rheinhessisches Wochenblatt
- Wiesbadener Wochenblatt
- Idsteiner Wochenblatt

## Journal pour enfantsKruschel
Kruschel s'adresse aux enfants âgés de 7 à 11 ans et paraît chaque semaine avec l'actualité de la politique, de l'économie, du sport et de la société ainsi que des sujets de connaissances passionnants - expliqués de manière que les enfants puissent comprendre et avoir leur mot à dire. Depuis décembre 2015, le Rheinische Post reprend le contenu du journal pour enfants pour son Kruschel Post et met à disposition des informations de sa rédaction parlementaire berlinoise.

## Centres d'imprimerie

### Imprimerie de Mombach: jusqu'en 2010
L'imprimerie VRM se trouvait à Mayence-Mombach de 1975 à 2010. La connexion directe de Mombach au Mainzer Ring offrait des avantages logistiques. Une deuxième phase de construction a été achevée en 1985. Trois machines d'impression de journaux hautes performances de 48 pages ( WIFAG OF-7) ont été utilisées dans le centre d'impression. Les pages de journaux créées en prépresse étaient exposées numériquement directement sur la plaque d'impression. Trois exposeurs avaient une capacité de 510 plaques par heure et les trois presses rotatives offset pouvaient produire 105 000 journaux par heure à vitesse maximale. Environ 15 000 tonnes de papier étaient imprimées par an, pour lesquelles environ 450 000 plaques d'impression étaient utilisées chaque année. La consommation de peinture était d'environ 215 tonnes par an.
Le centre d'impression a fermé ses portes en 2010. Les 200 salariés n'ont pas été transférés directement vers le nouveau centre d'impression (en raison d'un changement de qualification). Cependant, un plan social publié en septembre 2009 prévoyait des mesures de mutation et le passage à une société de transfert.

### Nouvelle imprimerie à Rüsselsheim am Main: à partir de 2010
Fin 2010, la production a démarré chez VRM Druck, anciennement Druckzentrum Rhein Main (DRM), à Rüsselsheim am Main. Jusqu'à 180 000 exemplaires de journaux comportant 48 pages en quadrichromie peuvent être produits par heure sur quatre lignes de production. L'imprimerie de Rhein Main est une filiale à part entière de VRM depuis le rachat d'Echo en 2015.
Fin 2019, VRM Druck GmbH & Co. KG a investi dans trois systèmes d'expédition du fournisseur de machines suisse Ferag AG. L'étendue de l'investissement comprend les systèmes de transport et de stockage intermédiaire pour la production de journaux, les systèmes d'insertion EasySert pour encarts et les palettiseurs du fabricant Segbert.

## Participations
Par l'intermédiaire de la Gesellschaft für kirchliche Publizistik Mainz mbH & Co. KG en français : « Société pour le journalisme ecclésiastique Mainz mbH & Co. KG », le VRM est co-partenaire des journaux ecclésiastiques des diocèses de Mayence (Glaube und Leben), du Limbourg (Der Sonntag) et de Fulda (Bonifatiusbote). Des investissements sont également réalisés dans les radios privées Radio RPR et Hit Radio FFH. VRM détient également des parts dans Radio Regenbogen et, depuis 2008, dans Rockland Radio.
Le VRM, en collaboration avec les éditeurs de journaux régionaux du Badisches Pressehaus GmbH & Co. KG (dont Badische Zeitung) et Druck & Medien Heilbronn GmbH (dont Heilbronner Stimme), participe à la Société de capital risque media + more venture Beteiligungs GmbH & Co. KG basée à Heilbronn.

## Offre en ligne
De nombreux articles VRM sont également disponibles sur Internet.
Fin juillet 2014, un paywall a été mis en place dans l'offre en ligne. Auparavant, en tant que lecteur non enregistré, vous pouviez lire gratuitement dix articles par mois. Après avoir créé un compte utilisateur, jusqu'à 20 articles par mois étaient gratuits. Après avoir souscrit un abonnement payant, vous pouvez lire un nombre illimité d'articles sous forme de Paid Content. Depuis janvier 2015, vous pouviez lire gratuitement cinq articles par mois en tant que lecteur non inscrit. Si vous créez un compte utilisateur, vous pouvez désormais lire dix articles supplémentaires par mois. Lors de la création d'un compte utilisateur gratuit, vous acceptez de recevoir des appels et des e-mails de VRM dans le but de fournir des informations sur, par ex. pour recevoir la conclusion d'un abonnement à un quotidien.
En août 2018, dans le cadre de l'introduction d'une nouvelle présentation pour ses sites Web, VRM a opté pour un nouveau concept de paiement : au lieu du Metered Model précédemment utilisé, le freemium est désormais utilisé, ce qui signifie que les articles mis en avant sont désormais payants, tandis que le reste est librement accessible.

## VRM Digital Communications GmbH
VRM Digital Communications (anciennement VRM Digital GmbH) est une filiale de VRM basée à Mayence. VRM Digital Communications commercialise des services d'agence ; cela inclut notamment la conception, le design et la mise en œuvre de campagnes de marketing numérique ainsi que de solutions de sites Web et de magasins.
Histoire : Rhein Main Multimedia GmbH a été fondée en 1997 en tant que filiale du groupe d'édition Rhein Main (aujourd'hui VRM). C'était une réaction aux changements survenus sur le marché de la presse à une époque où le monde était de plus en plus multimédia. La tâche principale était et est toujours de fournir aux lecteurs des informations actuelles en ligne et de proposer des espaces publicitaires à grande portée. Le contenu était de plus en plus complété par des actualités vidéo, des concours ou des sujets de conseils et de services, etc. La filiale n'a cessé d'élargir son offre depuis 2009. Elle n'est plus seulement responsable de la conception et de la mise en œuvre des produits numériques pour le compte de VRM, mais conseille également ses propres clients. L'objectif de l'entreprise était et reste de se concentrer sur le marketing numérique moderne. L'accent est mis sur le développement de produits orientés vers le marché. Le changement de nom en Rhein Main Digital GmbH en février 2013 et le changement de nom en VRM Digital GmbH en mai 2017 ont tenu compte du développement numérique en cours. Avec les investissements dans Electronic Minds GmbH en 2018 et dans MPM Media Process Management GmbH en 2019, l'objectif de proposer des solutions de communication complètes - Corporate Solutions - a été encore élargi.

## Remarque
Certains rédacteurs de la Allgemeine Zeitung figuraient parmi les fondateurs du Frankfurter Allgemeine Zeitung .